# جيم هاردي
جيم هاردي (بالإنجليزية: Jim Hardy) هو لاعب كرة قدم أمريكية أمريكي، ولد في 24 أبريل 1923 في لوس أنجلوس في الولايات المتحدة.

## وصلات خارجية
- جيم هاردي على موقع مرجع كرة القدم المحترفة.كوم (الإنجليزية)